# Ilmari Rönkä
Ilmari Rönkä, född 14 maj 1905 i Ely, Minnesota, död 17 februari 2001 i Los Angeles, var en amerikafinländsk trombonist och orkesterledare. Som musiker använde Rönka pseudonymerna Elmer Rönkä och Elmer Ronka.
Rönkä gjorde tillsammans med sin finländska orkester två instrumentala skivinspelningar för Columbia i New York 1929 och var sedan trombonist vid NBS Symphony Orchestra. 1945 flyttade han med makan Loraine Rönkä, också musikaliskt aktiv, till Kalifornien, där de med att uppföra San Fernando Valley Symphony Orchestra, vilken gjorde sitt första framträdande 1946. Ilmari Rönkä blev orkesterns dirigent. Rönkä var far till tidigare kommunfullmäktige i Los Angeles, Bob Ronka. Loraine Rönkä avled 1991.